# Lasowice Małe (województwo pomorskie)
Lasowice Małe (dawniej:niem. Klein Lesewitz) – wieś w Polsce położona w województwie pomorskim, w powiecie malborskim, w gminie Malbork na obszarze Wielkich Żuław Malborskich.
W latach 1975–1998 miejscowość administracyjnie należała do województwa elbląskiego.

## Zabytki
Według rejestru zabytków NID na listę zabytków wpisany jest dom podcieniowy nr 20, nr rej.: A-816 z 17.11.1974.
Jest to dom o konstrukcji szachulcowej, zbudowany w 1805 r., budowniczy Peter Löwen.